# Meri Te Tai Mangakahia

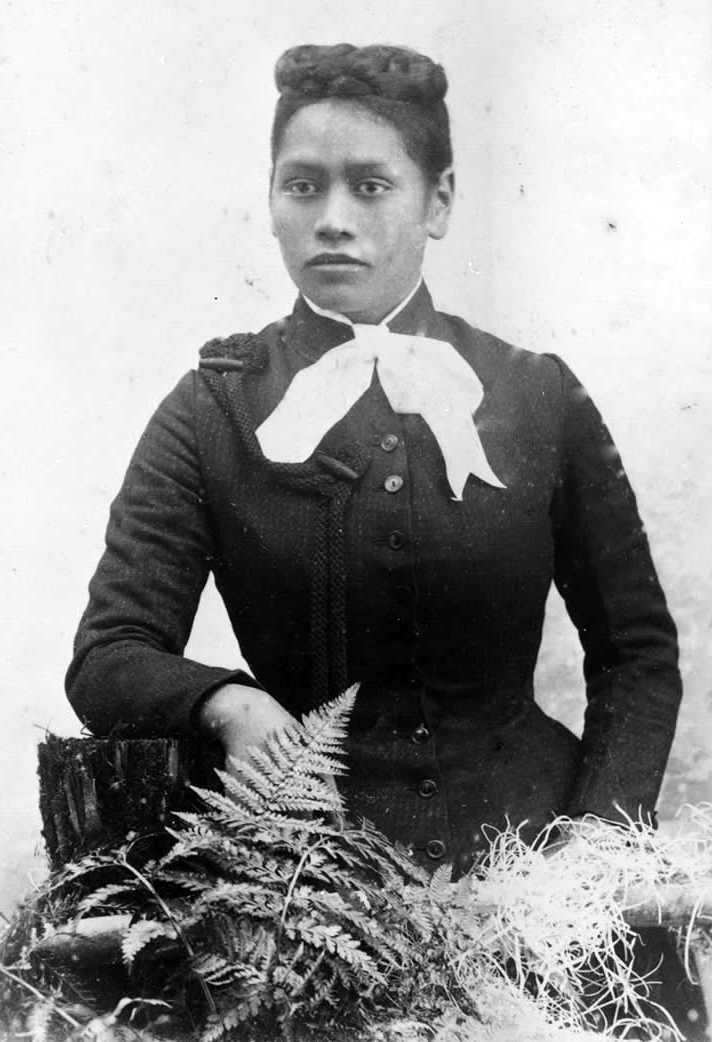
Meri Te Tai Mangakāhia in de jaren 1890

Meri Te Tai Mangakahia (mei 1868 - 10 oktober 1920) was een actievoerster voor het vrouwenkiesrecht in Nieuw-Zeeland.

## Biografie
Mangakahia werd geboren in Lower Waihou, in de buurt van Panguru in Nieuw-Zeeland. Ze was de dochter van Re Te Tai, een invloedrijke persoon en werd opgeleid aan het St. Mary's Convent in Auckland. 
Mangakahia was de echtgenote van Hamiora Mangakahia, die in 1892 werd verkozen tot Premier van het Parlement Kotahitanga in Hawke's Bay. Mangakahia was de eerste vrouw die tijdens een vergadering (door dat Parlement) een motie liet indienen om vrouwen stemrecht te geven en te mogen opkomen te mogen opkomen tijdens verkiezingen. Daarin haalde ze onder meer het argument aan dat Maori vrouwen ook landeigenaar waren en dat ze daarom niet van het politieke leven mochten worden uitgesloten. 
Later trad ze toe tot de vrouwencommissie van de Kotahitanga-beweging. Deze beweging zette zich in voor de betrokkenheid van Maori's in de politiek en hun algemeen welzijn.
Ze stierf aan griep in Parungu op 10 oktober 1920 volgens familieleden. Mangakahia en haar echtgenoot kregen vier kinderen. 